# Fort Covington (Nueva York)
Fort Covington es un pueblo ubicado en el condado de Franklin en el estado estadounidense de Nueva York. En el año 2020 tenía una población de 1.531 habitantes y una densidad poblacional de 16.1 personas por km².

## Geografía
Fort Covington se encuentra ubicado en las coordenadas 44°57′51″N 74°30′7″O / 44.96417, -74.50194.

## Demografía
Según la Oficina del Censo en 2000 los ingresos medios por hogar en la localidad eran de $31,532, y los ingresos medios por familia eran $39,205. Los hombres tenían unos ingresos medios de $26,369 frente a los $22,011 para las mujeres. La renta per cápita para la localidad era de $14,932. Alrededor del 14.7% de la población estaban por debajo del umbral de pobreza.